# Джон Лъбък
Джон Лъбък (първи барон на Ейвбъри) (на английски: John Lubbock, 1st Baron Avebury) е английски банкер, политик, естественик и археолог. Лъбък измисля термините неолит и палеолит.

## Биография
Роден е на 30 април 1834 г. в Лондон, Великобритания, в семейството на сър Джон Уилямс Лъбък (1803 – 1865). От 1845 г. учи в Итън Колеж, а след това започва работа в банката на баща си, където става негов партньор едва на 22-годишна възраст.
През 1870 и 1874 г. е избран за народен представител на Мейдстоун. Губи мястото си на изборите през 1880 г., но понеже е заместник-ректор на Лондонския университет от 1872 г. е избран за негов представител. Внася много законопроекти в парламента, включително Закона за неприсъствените дни от 1871 г. и Закона за древните монументи от 1882 г.
През 1879 г. Лъбък е избран за 1-ви председател на Организацията на банкерите. През 1881 г. става председател на Британската асоциация за научен прогрес. От 1881 до 1886 г. е председател на лондонското дружество „Линей“. През януари 1884 г. основава Общество „Пропорционално представителство“, което по-късно е преименувано на Общество „Електорални реформи“.
Избиран е за почетен доктор на университетите в Оксфорд, Кеймбридж, Единбург, Дъблин и Вюрцбург.
Умира на 28 май 1913 година в Броадстаирс, графство Кент, на 79-годишна възраст.